# Имрахор
Имрахор, още Имрихор или Емборохор (на турски: İmrahor), е село в Източна Тракия, Турция, Вилает Истанбул.

## География
Селото се намира на 3 километра северно от околийския център Арнауткьой.

## История
В 19 век Имрахор е българско село в Цариградския вилает на Османската империя. Заселено е от българи дошли от Чирпан и Чирпанско, като се наблюдава процес на силно гърчеене. Статистиката на професор Любомир Милетич от 1912 отбелязва Имрихоркьой като българско село.
При избухването на Балканската война в 1912 година един човек от Емборохор е доброволец в Македоно-одринското опълчение.
Българското население на Имрахор се изселва след Междусъюзническата война в 1913 година. От тях 105 семейства (337 души) са настанени в Бургаска околия.

## Личности
Родени в Имрахор
- Стою Митев, македоно-одрински опълченец, 2 рота на 11 сярска дружина[5]